# Паризи, Хизер
Хизер Элизабет Паризи (англ. Heather Elizabeth Parisi, род. 27 января 1960, Лос-Анджелес, США) — американская и итальянская танцовщица, певица, телеведущая.

## Ранние годы
Хизер Паризи родилась 27 января 1960 года в Лос-Анджелесе в итальянской семье. Её родители происходили из области Калабрия. Мать Хизер также была профессиональной танцовщицей. По словам Паризи, она начала брать уроки танцев с 2-х лет. Уже в 8 лет получала гранты от балета «Сакраменто» Барбары Крокетт, балета «Сан-Франциско» Майкла Смуина и от «Американского балетного театра» в Нью-Йорке, где во время прослушивания её заметили Михаил Барышников и Гелси Киркланд.

## Поездка в Италию и взлет карьеры
В 1978 году решила провести отпуск на исторической родине — в Италии, и впервые выехала за границу. За 2 дня до возвращения в США её случайно заметил в ночном клубе в Риме хореограф итальянского телешоу Луна-парк. Дебютировала в этом шоу с номером Anche noi.
С 1979 года выступала также как певица и телеведущая в шоу Fantastico на протяжении 5 сезонов, где играла главную роль.
В 1981 году выступает по телевидению в субботу вечером в «Stasera Niente di Nuovo» с Раймондо Вианелло и Сандрой Мондаини.
В 1983 году танцует с Раффаэле Паганини, Мильвой и Оресте Лионелло в «Al Paradise» режиссёра Антонелло Фальки. Шоу было признано лучшим телешоу года на фестивале в Монтро.
В 1986 году дебютировала как актриса в фильме «Grandi Magazzini» и приняла участие в фестивале Сполето, большого международного события с участием всех лучших классических и современных танцоров со всего мира.